# Acil coenzima A

Fórmula general del acil-CoA.

Los acil coenzima A (acil-CoA) son grupos acilo derivados de ácidos carboxílicos unidos al coenzima A mediante un enlace tioéster. Su fórmula general es R–CO–SCoA, donde R–CO– es el grupo acilo aportado por el ácido, y –SCoA el coenzima A. Dependiendo del ácido carboxílico, reciben nombres concretos:
- Acetil-CoA. El ácido acético proporciona el grupo acetilo (CH3–CO–) que se une al coenzima A (–SCoA). Es uno de los metabolitos intermediarios más importantes en el metabolismo de las células.
- Propionil-CoA. El ácido propiónico proporciona el grupo propionilo (CH3–CH2–CO–) que se une al coenzima A (–SCoA). Se forma en la oxidación de los ácidos grasos de cadena impar y en la degradación de algunos aminoácidos.
- Malonil-CoA. El ácido malónico proporciona el grupo malonilo (HOOC–CH2–CO–) que se une al coenzima A (–SCoA). Es un importante intermediario que interviene en la biosíntesis de ácidos grasos.
- Acil-CoA grasos. Ácidos grasos de cadena larga proporcionan un grupo acilo (CH3–(CH2)n–CO–) que se une al coenzima A (–SCoA). Se conocen también como ácidos grasos activados y son intermediarios clave en la síntesis de triglicéridos.